# シャジクケカビ
シャジクケカビ Actinomucor は、ケカビによく似たカビの1属である。匍匐菌糸を伸ばし、胞子嚢柄の先端に大きな胞子嚢を着け、側枝に小さな胞子嚢をつける。発酵食品への利用も知られる。

## 特徴
タイプ種である A. elegans について記す。コロニーは綿毛状で、最初は白く、時間が経つと灰色やオリーブに薄く色づく。微かに鼻を突くような酵母臭がある。匍匐菌糸と仮根があって無色。匍匐菌糸は所々で分枝し、時に隔壁を持ち、その径は25μm、仮根はよく発達し、何度も分枝し、やはり径は25μm。
胞子嚢柄は基質菌糸、気中菌糸からも出るが、匍匐菌糸が基質に触れたところでは仮根と対をなすように出る。その径は30μm、長さは様々。先端には大きな胞子嚢をつける。胞子嚢柄の途中からは側枝が複数出て、その上の位置に隔壁を生じる。側枝の先端にはより小さな二次胞子嚢をつける。胞子嚢は球形で、反射光では淡褐色に、透過光では暗い灰色に見える。頂生の胞子嚢は80-120μm、側枝に生じる二次胞子嚢は径20-50μm。頂生の胞子嚢の壁は溶けるか宿在し、表面は滑らかか細かな突起に覆われるのに対し、二次胞子嚢の壁は宿在し、細かな棘に覆われる。いずれも多数の胞子嚢胞子を含む。柱軸は、頂生の胞子嚢ではやや長い卵形から洋梨形、二次胞子嚢のそれは球形から偏球形。胞子嚢胞子は球形で表面は滑らかかやや波打ち、径6-8μm。厚膜胞子は時に形成され、その形は様々で単独、または鎖状に形成される。接合胞子形成は未知。
ちなみにこの有性生殖が未発見であることについて、Benjamn & Hesseltine(1957)は不思議であるとしている。彼等によると、ケカビに類する菌類（彼等の言うケカビ科）で、接合胞子の形成が発見されていないものは他にもあるが、それらはいずれもごく希少なものである。本種に関しては、世界中から複数の株が得られており、そのような状態で接合子が発見されていないのは本種だけとのこと。

## 生態など
栄養要求はごく一般的な腐生菌であるケカビと同じで、通常の培地でよく成長する。炭素原としてグルコースやスクロースなどを利用できるがラクトースは利用できないこと、それにセルロース分解能もないことが知られる。菌糸の成長は早い。

## 分布
世界に広く分布し、日本でも複数箇所で記録がある。

## 系統と分類
このカビは形態的にはケカビ Mucor に最も近い。大きな多胞子の胞子嚢に柱軸があり、アポフィシスがない点はケカビと共通している。他方で匍匐菌糸を伸ばし、仮根で基質に付着すること、胞子嚢に大小があり、先端に大きいものを着け、側枝に小さいものをつけるという点ははっきりと異なる。
同一の胞子嚢柄で、先端に大型の胞子嚢を着け、側枝を出して小さな胞子嚢をつける点は、エダケカビ Thamnidiumなどと共通するが、それらの場合、側枝に生じるものは構造的に特殊化した小胞子嚢と呼ばれ、本種のように単に小さいだけで構造がほぼ同じ胞子嚢ではない。
大型の胞子嚢のみを生じ、匍匐菌糸を伸ばす点ではクモノスカビ Rhizoopus やユミケカビ Absidia と似ているが、これらは胞子嚢にアポフィシスをもつ点ではっきりと異なる。そのため、形態を重視した伝統的な分類体系の元では多くの場合にケカビと共にケカビ科に含められてきた。Benjamin & Hesseltine(1958)は、エダケカビとの類似は類縁を示すものでなく、この属は恐らくはクモノスカビと共にケカビの中の sphaerosporus 節（球形の胞子を形成する群）から進化してきたとの考えを示している。
ただし、この類では伝統的な体系が真の類縁性を反映しないことが明らかとなり、その体系が大きく見直された。分子系統を利用した検討によると、本属はケカビ属の多くの種が含まれるクレードに収まってはおり、これをケカビ科としている。ただしこの科についてはもっと検討が必要だとの判断である。

### 下位分類
種としてはタイプ種でもある A. elegans が世界に広く知られる。この種は1871年にケカビの新種として発表され、それとは独立にほぼ同時期にEidamによってクモノスカビの新種 R. elegans として発表された。その10年後にSchostakowiitschがそれらの株を元に新属 Actinomucor を立てた。その後にも本種に類似の新種が幾つか記載されたが、Benjamin & Hesseltine(1958)はそれら全てを本種のシノニムとし、本種1種のみを認めた。
その後も別種として記載されたものはあり、Jung & Yuan(1985)は台湾のスフから分離したものに基づいて A. taiwanensis を記載した。ただしBenny(2005)は本属には1種のみであろうとしている。

## 利害
普通は腐生菌として土壌や糞、植物質などから採集されている。他方でこの菌は発酵食品を作るのに利用され、中国ではダイズからChinese cheese とも言われるスフを作るために利用される。